# Igor' Andreev
Igor' Valerievič Andreev (in russo Игорь Валерьевич Андреев?; Mosca, 14 luglio 1983) è un allenatore di tennis ed ex tennista russo.

## Carriera
Andreev fece il suo debutto nel circuito Atp a Bucarest nel settembre 2003, qualificandosi e sconfiggendo la testa di serie Nikolaj Davydenko 7-5 6(1)–7 6-0, per poi perdere al secondo turno con José Acasuso.
Nello stesso mese Andreev prese parte alla Kremlin Cup, sconfiggendo la testa di serie Sjeny Schalken 6-3 6-1 e arrivando per la prima volta in carriera ai quarti di finale di un torneo Atp, perdendo da Paul-Henri Mathieu 6-2 3-6 7-5. Accede al tabellone principale del St. Petersburg Open grazie ad una wild-card e batte la quarta testa di serie Maks Mirny 6-4, 7–6(1) prima di perdere al secondo turno con Sargis Sargsian.

Nel 2004 Andreev entrò per la prima volta in carriera nella top 50 della classifica Atp. Nello stesso anno raggiunse la finale a Gstaad (perdendo con Roger Federer) e a Bucarest (perdendo con José Acasuso). Alla fine del 2004 ha vinto un totale di 28 partite e debutta in Coppa Davis.

Andreev debutta in un torneo dello Slam nel 2004, agli Australian Open, perdendo al primo turno con il francese Olivier Patience per 6-4 6-4 6(4)–7 1-6 2-6. Al Roland Garros dello stesso anno Andreev raggiunge gli ottavi di finale, perdendo dal futuro vincitore del torneo Gastón Gaudio 4-6 5-7 3-6. A Wimbledon 2004 raggiunge il secondo turno, perdendo con Fernando González, mentre agli Us Open perde al primo turno con Fernando Verdasco per 3-6, 4-6, 6-4, 6-2, 5-7.
Alle Olimpiadi di Atene nell'agosto del 2004 Andreev perde al terzo turno per mano della futura medaglia d'oro, il cileno Nicolás Massú.
Vince il suo primo titolo Atp di doppio a Mosca nell'ottobre 2004 in coppia con Nikolaj Davydenko, sconfiggendo Mahesh Bhupathi e Jonas Björkman per 3-6, 6-3, 6-4.
Il primo titolo in singolo per Andreev arriva nell'aprile del 2005 a Valencia, dove sconfigge in finale lo spagnolo David Ferrer per 6-3,5-7 6-3, dopo aver eliminato ai quarti di finale Rafael Nadal, il quale, dopo quella sconfitta, inizierà una serie di vittorie sulla terra rossa di 81 match. Andreev raggiunge il terzo turno al Roland Garros e a Wimbledon e arriva fino ai quarti di finale a New Haven e in finale a Bucarest (dove perde con Florent Serra 3-6 4-6). Nel settembre 2005 Andreev vince il torneo di Palermo battendo in finale Filippo Volandri 0-6 6-1 6-3 e la Kremlin Cup a Mosca in ottobre sconfiggendo Nicolas Kiefer per 5-7 7-6 6-2.

La prima metà del 2006 per Andreev è ricca di alti e bassi. Oltre a sette sconfitte al primo turno raggiunge infatti la finale a Sydney e i quarti di finale a Indian Wells, perdendo in entrambi i casi da James Blake. Un infortunio lo costringerà a saltare la seconda parte della stagione, incluso il Roland Garros.

Andreev ritorna a giocare nel 2007 ed è in quest'anno che raggiunge il suo miglior risultato al Roland Garros, battendo Andy Roddick e Marcos Baghdatis, arrivando sino ai quarti di finale per poi perdere con Novak Đoković. 
Nel 2013 annuncia il ritiro da professionista. Intraprende poi il percorso da allenatore. 

## Statistiche

### Singolare

#### Vittorie (3)
| Legenda                                                   |
| Grande Slam                                               |
| Tennis Masters Cup / ATP World Tour Finals                |
| Masters Series / ATP World Tour Master 1000               |
| ATP International Series Gold / ATP World Tour 500 Series |
| ATP International Series / ATP World Tour 250 Series (3)  |

| Nr. | Data            | Torneo                                        | Superficie       | Avversario       | Risultato        |
| 1.  | 10 aprile 2005  | Open de Tenis Comunidad Valenciana, Valencia  | Terra rossa      | David Ferrer     | 6-3, 5-7, 6-3    |
| 2.  | 2 ottobre 2005  | Campionati Internazionali di Sicilia, Palermo | Terra rossa      | Filippo Volandri | 0-6, 6-1, 6-3    |
| 3.  | 16 ottobre 2005 | Kremlin Cup, Mosca                            | Sintetico indoor | Nicolas Kiefer   | 5-7, 7-6(3), 6-2 |

#### Finali perse (6)
| Nr. | Data              | Torneo                                 | Superficie  | Avversario        | Risultato          |
| 1.  | 12 luglio 2004    | Allianz Suisse Open Gstaad, Gstaad (1) | Terra rossa | Roger Federer     | 2–6, 3–6, 7–5, 3–6 |
| 2.  | 19 settembre 2004 | BCR Open Romania, Bucarest (1)         | Terra rossa | José Acasuso      | 3–6, 0–6           |
| 3.  | 18 settembre 2005 | BCR Open Romania, Bucarest (2)         | Terra rossa | Florent Serra     | 4–6, 3–6           |
| 4.  | 16 gennaio 2006   | Medibank International, Sydney         | Cemento     | James Blake       | 2–6, 6–3, 6(3)-7   |
| 5.  | 13 luglio 2008    | Allianz Suisse Open Gstaad, Gstaad (2) | Terra rossa | Victor Hănescu    | 3–6, 4–6           |
| 6.  | 20 luglio 2008    | Croatia Open Umag, Umago               | Terra rossa | Fernando Verdasco | 6–3, 4–6, 6(4)-7   |

### Doppio

#### Vittorie (1)
| Nr. | Data            | Torneo             | Superficie       | Compagno          | Avversari in finale            | Punteggio     |
| 1.  | 18 ottobre 2004 | Kremlin Cup, Mosca | Sintetico indoor | Nikolaj Davydenko | Mahesh Bhupathi Jonas Björkman | 3-6, 6-3, 6-4 |

### Risultati negli Slam
| Tournament      | 2004 | 2005 | 2006 | 2007 | 2008 | 2009 | 2010 | 2011 | 2012 | 2013 |
| --------------- | ---- | ---- | ---- | ---- | ---- | ---- | ---- | ---- | ---- | ---- |
| Australian Open | 1T   | 2T   | 3T   | 1T   | 3T   | 3T   | 1T   | 2T   | -    | -    |
| Roland Garros   | 4T   | 3T   | -    | QF   | 2T   | 3T   | -    | 2T   | 1T   | -    |
| Wimbledon       | 2T   | 3T   | -    | 1T   | 2T   | 4T   | 1T   | 2T   | 2T   | 1T   |
| US Open         | 1T   | 2T   | -    | 2T   | 4T   | 1T   | 2T   | 1T   | 1T   |      |